# فتيات ديري
فتيات ديري هو مسلسل كوميديا المواقف من تأليف وكتابة الإيرلندية الشمالية ليزا ماكجي وانتاج شركة الإنتاج البريطانية هات تريك للإنتاج. تدور أحداث الفيلم في ديري في أيرلندا الشمالية، خلال فترة الاضطرابات في التسعينيات. تم بث الجزء الأول من المسلسل في يناير وفبراير 2018 على القناة الرابعة. ثم الثاني في مارس وأبريل 2019. وتأجل الجزء الثالث لعام 2020 بسبب جائحة فيروس كورونا.